# Liste der Biografien/Isp
Liste der Biografien |
Portal Biografien |
Personensuche
# |
A |
B |
C |
D |
E |
F |
G |
H |
I |
J |
K |
L |
M |
N |
O |
P |
Q |
R |
S |
T |
U |
V |
W |
X |
Y |
Z |
?
 
Ia |
Ib |
Ic |
Id |
Ie |
If |
Ig |
Ih |
Ii |
Ij |
Ik |
Il |
Im |
In |
Io |
Ip |
Iq |
Ir |
Is |
It |
Iu |
Iv |
Iw |
Ix |
Iy |
Iz
 
Isa |
Isb |
Isc |
Isd |
Ise |
Isf |
Isg |
Ish |
Isi |
Isj |
Isk |
Isl |
Ism |
Isn |
Iso |
Isp |
Isr |
Iss |
Ist |
Isu |
Isw |
Isy
Die Liste der Biografien führt alle Personen auf, die in der deutschsprachigen Wikipedia einen Artikel haben. Dieses ist eine Teilliste mit 6 Einträgen von Personen, deren Namen mit den Buchstaben „Isp“ beginnt.

## Isp

### Ispa
- Ispahani, Farahnaz (* 1963), pakistanisch-US-amerikanische Journalistin, Schriftstellerin und Politikerin
- Išpakai, König der Skythen
- Ispanow, Ilijas (* 1976), kasachischer Politiker

### Isph
- Isphording, Eduard (1935–2012), deutscher Kunsthistoriker und Bibliotheksdirektor

### Ispi
- İspirli, Sabahattin (1958–2012), türkischer Fußballspieler, Fußballtrainer

### Ispu
- Išpuini, König von Urartu